# 丁志芳
丁志芳（？—1402年），東昌路聊城縣人，明朝政治人物。

## 生平
洪武十七年（1384年）甲子科山東鄉試舉人，十八年（1385年）乙丑科進士，授吳橋縣知縣，升監察御史。建文四年（1402年）靖難之役後，燕王朱棣進入南京，宮中大火，建文帝不知所終，丁志芳以建文帝有仁政，對朱棣採取不合作態度，與諸城人謝升、懷寧人甘霖等御史從容就死。史称：“忠愤激发，视刀锯鼎镬甘之若饴，百世而下，凛凛犹有生气。”。東昌府有其祠。弘光元年（1645年）追贈太僕寺卿，諡貞定。